# Студентски протести у Бањалуци 31. јануара 2025.
Студентски протести у Бањалуци 31. јануара 2025. године били су манифестација подршке студентима у Србији, који су протестовали због трагедије на железничкој станици у Новом Саду. Том приликом је 1. новембра 2024. године, услед урушавања надстрешнице, погинуло 15 особа. Протести у Бањалуци били су одговор на корупцију и недолично понашање власти, које су, према мишљењу студената, допринеле несрећи. Овај догађај био је део ширег таласа протеста у региону, који су захватили Србију, Босну и Херцеговину и друге земље.

## Позадина
Протести у Бањалуци инспирисани су студентским покретом у Србији, који је захтевао одговорност за трагедију у Новом Саду. Бањалучки студенти такође су исказали подршку жртвама поплава у Јабланици, које су се догодиле у октобру 2024. године, наглашавајући да су корупција и непотизам кључни проблеми који доводе до таквих катастрофа.

## Ток протеста
Протести су почели окупљањем студената испред Студентског центра „Никола Тесла“ у Бањалуци. Уз слогане попут „Лопови, лопови“ и „Гинули су најбољи, а владају најгори“, студенти су се упутили ка згради Владе Републике Српске, где су прочитали своје захтеве. Међу њима су били захтеви за сменом министра Горана Мутабџије, изградњом четвртог павиљона студентског дома, смањењем трошкова образовања и борбом против корупције и криминала.
Након тога, студенти су се упутили ка парку „Младен Стојановић“, где су одржали 15-минутну ћутњу у знак сећања на жртве трагедије у Новом Саду. Током протеста није било инцидената, а полиција је осигурала мирно одвијање манифестације.

## Захтеви и поруке
Студенти су на протестима истакли следеће захтеве:
- Смена министра Горана Мутабџије.
- Изградња четвртог павиљона студентског дома.
- Смањење трошкова школовања.
- Хитно решавање питања имовине хотела „Крајина“.
- Борба против корупције, непотизма и организованог криминала.[1][2]

На плакатима су се налазиле поруке попут „Јабланица – Нови Сад, иста борба, други град“ и „Уз вас је Бања Лука јер је и нама мука“, што је исказивало солидарност са студентима у Србији и жртвама поплава у Јабланици.

### Реакције
Председник Уније студената Републике Српске, Никола Дроњак, оценио је протесте као успешне и достојанствене, нагласивши да су показали незадовољство грађана корупцијом и криминалом. Влада Републике Српске није званично одговорила на захтеве студената, али је полиција осигурала мирно одвијање протеста.

### Последице
Протести у Бањалуци били су део ширег покрета који је захватио регион, истичући проблеме корупције и непотизма у јавним институцијама. Они су такође показали снагу студентске солидарности и жељу за променама у друштву.